# بروس كالدويل (لاعب اتحاد الرغبي)
بروس كالدويل (بالإنجليزية: Bruce Caldwell)‏ هو لاعب اتحاد الرغبي أسترالي، ولد في 17 أكتوبر 1908 في رندويك ‏ في أستراليا، وتوفي في 1975.